# تشركينلو
تشركينلو هي قرية في مقاطعة ميانة، إيران. عدد سكان هذه القرية هو 494 في سنة 2006.